# Jelena Stanković
Pour les articles homonymes, voir Stanković.
L'higoumènia Jelena (serbe en écriture cyrillique : Јеленаser), nom séculier Biljana Stanković (serbe en écriture cyrillique : Биљана Станковић), né le 30 juin 1976 à Bosanska Krupa (Royaume de Serbie) est une religieuse de l'Église orthodoxe serbe, abbesse du Monastère de Drača, dans l'Éparchie de Šumadija dont elle a été l'aînée pendant onze ans.

## Biographie
L'abbesse Jelena (Stanković) est née le 30 juin 1976 à Bosanska Krupa de parents vertueux Milan et Zorka. Elle a fait ses études primaires à Bosanska Krupa et au lycée. Au baptême, elle s'appelait Jelena.
Elle est diplômée de la Université de Novi Sad en 2004. Il a commencé son voyage monastique au Monastère de Drači près de Kragujevac, où il est arrivé le 2 juin 2005, sous la direction de l'abbesse Pelagija Bekovac. Sur la recommandation de Mère Pélagie, après trois ans et demi de probation Jovan Mladenović, évêque de Šumadija, le 14 juillet 2007, a nommé Biljana, une novice monastique, la nommant Jelena.
Après le décès de l'abbesse Pelagia, et à la suggestion de l'évêque Jovan de Šumadija, elle a été élue abbesse du monastère de Drača le 28 janvier 2012, où elle a dirigé la fraternité pendant onze ans.

## Sources et références
1. 1 2  (sr) « МОНАШЕЊЕ У МАНАСТИРУ ДРАЧИ - Епархија Шумадијска », sur www.eparhija-sumadijska.org.rs (consulté le 28 mai 2023).
2. ↑  (sr) « ИЗАБРАНА НОВА ИГУМАНИЈА МАНАСТИРА ДРАЧЕ МАТИ ЈЕЛЕНА - Епархија Шумадијска », sur eparhija-sumadijska.org.rs (consulté le 28 mai 2023).